# Stazione di Immensee
La stazione di Immensee è una stazione ferroviaria posta nel centro abitato omonimo, nel territorio comunale di Küssnacht.
La stazione è nota per essere il capolinea settentrionale della ferrovia del Gottardo; è anche punto d'origine delle linee per Lucerna e per Brugg/Rupperswil.